# Statua della Madonna in Basilica
La statua della Madonna in Basilica o statua lignea della Madonna col Bambino è sita nella chiesa della Madonna in Basilica a Villa Santa Maria, in provincia di Chieti.
La statua viene portata in processione dalla chiesa della Madonna in Basilica con una solenne processione il 10 agosto di ogni anno fino in paese ed ivi rimane per circa 2-3 settimane prima della processione di ritorno.

## Descrizione
La statua, in legno dipinto, è posta in una nicchia dietro l'altare.
La Madonna è rappresentata seduta con lo sguardo fisso in avanti.
La Madonna regge, sulle ginocchia, il bambino che è in piedi.
La Madonna è vestita di una tunica in colore pastello con una cintura verde e dorata. Sopra ha un mantello blu con delle stelle dorate. Il mantello le scende dalla testa e le si raccoglie, con vari drappeggi, sul grembo.
Il vestito del bambino è bordato con delle dorature.
Gli sguardi decisi dei due personaggi sono caratterizzati dalle bocche socchiuse, dall'intensità degli sguardi e dalle alte sopracciglia. Inoltre i tratti decisi dei volti caratterizzano dei nasi molto prolungati nella loro altezza.
La rigidità degli sguardi accosta l'opera a dei moduli caratteristici a delle opere lignee scolpite in Abruzzo tra il XIV e il XV secolo in cui la staticità e la solennità dell'opera.
La figura della Vergine, realizzata nella prima metà del XV secolo, è scolpita su dei modelli trecenteschi, soprattutto nella realizzazione del manto semplice e nel porre la cintola eccessivamente in alto.
La statua, priva di pieghe con spigoli ed andamento trasversale non si lascia influenzare dalla staticità e dal verticalismo gotico.
L'assemblamento delle figure col bambino dritto in piedi sulle ginocchia della Madonna è una figura ancora antica anche se il bambino non è più rigidamente posto sulle gambe della Madre, ma poggiato su di 3/4 di una delle due ginocchia. Questa figura si evolverà nel corso del XV secolo con pose ed atteggiamenti meno richiamanti all'arte sacra ove il Bambino tenderà ad essere seduto o disteso sulle ginocchia materne, questo cambierà il dialogo tra Madre e Bambino.
La statua della Madonna è inserita in un contesto di transizione e di adeguamento a quei canoni che sono tipicamente quattrocenteschi.
La struttura compositiva in cui prevale il carattere solenne e ieratico conferma che la scultura si rifà a dei muduli che derivano a dei canoni pittorici trecenteschi dell'Italia centrale tra cui un segno di ritardo stilistico proprio della scultura abruzzese del XV secolo che riprendono stili dell'esecuzione tardomedievale. Per contro oltre questo ritardo stilistico ci sono delle innovazioni: alla rigidità della parte superiore del busto della Vergine si contrappone una dinamicità del drappeggio dei panneggi della parte bassa della scultura.
La statua fa parte di un gruppo di statue, realizzate spesso da anonimi, che trovano spunto leggende di eventi miracolosi. Le leggende parlano di un ritrovamento, generalmente tra i rami di un albero. Tali leggende fanno parte della tradizione popolare che si può riscontrare in varie località legate alla devozione della Madonna. Leggende come questa vogliono far motivare la costruzione del santuario ove si trovano, santuario posto in zona rurale, lontano da zone urbanizzate. Generalmente la narrazione della leggenda continua che non si può mai spostare la statua dalla zona di ritrovamento e con il ritorno, mai spiegato scientificamente, della statua alla zona di ritrovamento, come una sorta di volontà della Madonna di restare nel luogo d'origine (quello ove è stata ritrovata la statua).